# Alyas Robin Hood
Alyas Robin Hood es una serie de televisión filipina transmitida por GMA Network desde el 19 de septiembre de 2016. Está protagonizada por Dingdong Dantes, Megan Young y Andrea Torres.
Según sus productores la serie fue inspirada por el folklore inglés, Robin Hood.

## Argumento
Después de alejarse de su familia durante algunos años, Pepe de Jesus regresa a casa para hacer las paces con sus padres, Jose y Judy. Pepe creció a alguien que tiende a comenzar peleas mucho a la consternación de su padre que odia los conflictos. Él reveló a su familia que él ha cambiado sus maneras y se está convirtiendo en abogado pronto y fue dado la bienvenida por su familia incluyendo a su padre que era inicialmente infeliz de su vuelta. Pepe también conoce a una niña, una pediatra llamada Sarri Acosta.

## Elenco

### Elenco principal
- Dingdong Dantes como José Paolo "Pepe" de Jesus Jr.
- Megan Young como Lilasarita "Sari" Acosta.
- Andrea Torres como Benita "Venus" Altarubio.

### Elenco secundario
- Jaclyn Jose como Judy de Jesus.
- Cherie Gil como Margarita "Maggie" Balbuena-Chan.
- Sid Lucero como Dean Balbuena.
- Lindsay De Vera como Lizzy de Jesus.
- Dave Bornea como Julian Balbuena.
- Gary Estrada como Caloy de Jesus.
- Paolo Contis como Daniel Acosta.
- Gio Alvarez como Jerico "Jekjek" Sumilang.
- Rey "PJ" Abellana como Leandro Altarubio.
- Dennis Padilla como Wilson Chan.
- Ces Quesada como Anita Chan.

### Elenco recurrente
- Sue Prado como Cynthia De Jesus.
- Suzanne Ison como Isay.
- Maritess Joaquin como Donya Victoria Acosta.
- Caprice Cayetano como Jessica "Epay" Sumilang.
- John Feir como Armando Estanislao.
- Erlinda Villalobos como Lola Huling.
- Antonette Garcia como Frida.
- Prince Villanueva como Rex.
- Pauline Mendoza como Betchay.
- Anthony Falcon como Chino/Fake Robin Hood.
- Rob Moya como Cruz.

### Participación especial
- Christopher de Leon como José Paolo de Jesus.